# Associazione Calcio Hellas Verona 1986-1987
Questa voce raccoglie le informazioni riguardanti l'Associazione Calcio Hellas Verona nelle competizioni ufficiali della stagione 1986-1987.

## Stagione
Nella stagione 1986-87 la squadra scaligera disputa un'annata in linea con le proprie aspettative, migliorando il decimo posto della scorsa stagione, sempre affidata alle abili mani di Osvaldo Bagnoli e rinforzatasi con l'emergente terzino Luigi De Agostini e la punta Paolo Rossi ormai giunto alla fine della sua prestigiosa carriera, resta ai vertici del calcio italiano disputando un positivo campionato concluso al quarto posto della classifica, raggiungendo la qualificazione alla Coppa UEFA della stagione a venire. Con 8 reti il danese Preben Elkjær Larsen è risultato il miglior marcatore di stagione.
Il cammino scaligero nella Coppa Italia inizia con la promozione agli ottavi di finale, ottenuta vincendo l'ottavo girone di qualificazione, davanti alla Roma, ma si è interrotto negli ottavi di finale, superati ai calci di rigore, da una formazione di Serie B la Cremonese, poi sorprendente semifinalista della 39ª edizione, vinta dal Napoli, che aveva da poco vinto anche il suo primo titolo di Campione d'Italia.

## Divise e sponsor
Il fornitore ufficiale di materiale tecnico fu Adidas, mentre lo sponsor ufficiale diventò Ricoh. Tali divise furono introdotte durante la stagione precedente.
| Casa | Trasferta |

## Rosa

Il neoacquisto Paolo Rossi, 4 gol a Verona nella sua ultima stagione da calciatore, qui con indosso la seconda divisa gialla.

| N. |                   | Ruolo | Calciatore                  |
| -- | ----------------- | ----- | --------------------------- |
|    | Italia (bandiera) | P     | Giuliano Giuliani           |
|    | Italia (bandiera) | P     | Stefano Vavoli              |
|    | Italia (bandiera) | D     | Luigi De Agostini           |
|    | Italia (bandiera) | D     | Mauro Ferroni               |
|    | Italia (bandiera) | D     | Silvano Fontolan            |
|    | Italia (bandiera) | D     | Fabio Marangon              |
|    | Italia (bandiera) | D     | Roberto Tricella (capitano) |
|    | Italia (bandiera) | C     | Luciano Bruni               |
|    | Italia (bandiera) | C     | Felice Centofanti           |
|    | Italia (bandiera) | C     | Antonio Di Gennaro          |
|    | Italia (bandiera) | C     | Dario Donà                  |

| N. |                      | Ruolo | Calciatore           |
| -- | -------------------- | ----- | -------------------- |
|    | Italia (bandiera)    | C     | Roberto Galia        |
|    | Italia (bandiera)    | C     | Mauro Roberto        |
|    | Italia (bandiera)    | C     | Luigi Sacchetti      |
|    | Italia (bandiera)    | C     | Walter Ugolini       |
|    | Italia (bandiera)    | C     | Vinicio Verza        |
|    | Italia (bandiera)    | C     | Domenico Volpati     |
|    | Italia (bandiera)    | C     | Vittorino Zinelli    |
|    | Danimarca (bandiera) | A     | Preben Elkjær Larsen |
|    | Italia (bandiera)    | A     | Ferdinando Gasparini |
|    | Italia (bandiera)    | A     | Marco Pacione        |
|    | Italia (bandiera)    | A     | Paolo Rossi          |

## Risultati

### Serie A

#### Girone di andata
| Arbitro: | Longhi (Roma) |

|                   |           |           |
| Kieft 9’ Comi 72’ | Marcatori | 86’ Galia |

| Arbitro: | Paparesta (Bari) |

|           |           |  |
| Galia 45’ | Marcatori |  |

| Roma 28 settembre 1986 3ª giornata | Roma              | 0 – 0 referto | Verona | Stadio Olimpico\| Arbitro: \| Pairetto (Torino) \| |
| Arbitro:                           | Pairetto (Torino) |               |        |                                                    |

| Arbitro: | D'Elia (Salerno) |

|           |           |                   |
| Galia 31’ | Marcatori | 19’ (rig.) Vialli |

| Arbitro: | Lombardo (Marsala) |

|                  |           |               |
| Graziani 9’, 26’ | Marcatori | 7’, 43’ Verza |

| Arbitro: | Baldas (Trieste) |

|                                 |           |                        |
| P. Rossi 23’ (rig.) Pacione 29’ | Marcatori | 28’ Dirceu 64’ Alessio |

| Arbitro: | Lo Bello (Siracusa) |

|  |           |             |
|  | Marcatori | 65’ Pacione |

| Arbitro: | Baldi (Roma) |

|                          |           |            |
| Di Gennaro 44’ Galia 54’ | Marcatori | 42’ Magrin |

| Arbitro: | Lombardo (Marsala) |

|             |           |  |
| Vertova 51’ | Marcatori |  |

| Arbitro: | Baldas (Trieste) |

|                           |           |                |
| Verza 41’ De Agostini 83’ | Marcatori | 87’ G. Iachini |

| Napoli 30 novembre 1986 11ª giornata | Napoli          | 0 – 0 referto | Verona | Stadio San Paolo\| Arbitro: \| Magni (Bergamo) \| |
| Arbitro:                             | Magni (Bergamo) |               |        |                                                   |

| Arbitro: | Lo Bello (Siracusa) |

|                     |           |  |
| P. Rossi 33’ (rig.) | Marcatori |  |

| Arbitro: | Redini (Pisa) |

|            |           |             |
| Branco 70’ | Marcatori | 41’ Elkjaer |

| Arbitro: | Longhi (Roma) |

|                             |           |             |
| Manfredonia 67’ Cabrini 88’ | Marcatori | 28’ Elkjaer |

| Arbitro: | Lanese (Messina) |

|                  |           |               |
| Elkjaer 40’, 88’ | Marcatori | 32’ Altobelli |

#### Girone di ritorno
| Arbitro: | Bergamo (Livorno) |

|                          |           |             |
| Elkjaer 53’ P. Rossi 87’ | Marcatori | 76’ Pileggi |

| Arbitro: | Mattei (Macerata) |

|            |           |  |
| Virdis 75’ | Marcatori |  |

| Arbitro: | Casarin (Milano) |

|  |           |          |
|  | Marcatori | 15’ Nela |

| Genova 22 febbraio 1987 19ª giornata | Sampdoria        | 0 – 0 referto | Verona | Stadio Luigi Ferraris\| Arbitro: \| Baldas (Trieste) \| |
| Arbitro:                             | Baldas (Trieste) |               |        |                                                         |

| Arbitro: | Baldi (Roma) |

|                                                   |           |                   |
| Di Gennaro 3’ S. Fontolan 74’ P. Rossi 79’ (rig.) | Marcatori | 21’ (rig.) Edinho |

| Arbitro: | Paparesta (Bari) |

|               |           |             |
| Benedetti 66’ | Marcatori | 64’ Pacione |

| Arbitro: | Pezzella (Frattamaggiore) |

|                       |           |                        |
| Elkjaer 28’ Galia 47’ | Marcatori | 73’ Diaz 80’ Antognoni |

| Arbitro: | Pieri (Genova) |

|                   |           |  |
| Magrin 67’ (rig.) | Marcatori |  |

| Arbitro: | Boschi (Parma) |

|                 |           |  |
| De Agostini 51’ | Marcatori |  |

| Arbitro: | Redini (Pisa) |

|  |           |                 |
|  | Marcatori | 72’ S. Fontolan |

| Arbitro: | Longhi (Roma) |

|                                                  |           |  |
| Pacione 21’ Renica 32’ (aut.) Elkjaer 39’ (rig.) | Marcatori |  |

| Arbitro: | Fabricatore (Roma) |

|                    |           |                 |
| Albiero 31’ (rig.) | Marcatori | 7’ (aut.) Bruno |

| Arbitro: | Redini (Pisa) |

|                                             |           |               |
| Verza 6’ 64’ De Agostini 55’ Di Gennaro 79’ | Marcatori | 80’ Sacchetti |

| Arbitro: | Mattei (Macerata) |

|                    |           |                 |
| Elkjaer 68’ (rig.) | Marcatori | 74’ Manfredonia |

| Milano 17 maggio 1987 30ª giornata | Inter            | 0 – 0 referto | Verona | Stadio Giuseppe Meazza\| Arbitro: \| Paparesta (Bari) \| |
| Arbitro:                           | Paparesta (Bari) |               |        |                                                          |

### Coppa Italia

#### Ottavo girone
| Arbitro: | Novi (Pisa) |

|                 |           |  |
| S. Fontolan 60’ | Marcatori |  |

| Arbitro: | Pairetto (Torino) |

|  |           |                   |
|  | Marcatori | 12’, 45’ P. Rossi |

| Arbitro: | Redini (Pisa) |

|              |           |                                       |
| Armenise 24’ | Marcatori | 5’ De Agostini 37’ P. Rossi 54’ Verza |

| Arbitro: | Frigerio (Milano) |

|             |           |              |
| Pacione 31’ | Marcatori | 59’ Tomasoni |

| Arbitro: | Paparesta (Bari) |

|             |           |  |
| Volpati 39’ | Marcatori |  |

#### Ottavi di finale
| Verona 25 febbraio 1987 andata | Verona         | 0 – 0 | Cremonese | Stadio Marcantonio Bentegodi\| Arbitro: \| Boschi (Parma) \| |
| Arbitro:                       | Boschi (Parma) |       |           |                                                              |

| Arbitro: | Fabricatore (Roma) |

|                                      |                      |                               |
| Nicoletti Bongiorni Citterio Bencina | Tiri di rigore 4 – 3 | Elkjaer De Agostini Gasparini |

## Statistiche

### Statistiche di squadra
| Competizione | Punti | In casa | In casa | In casa | In casa | In casa | In casa | In trasferta | In trasferta | In trasferta | In trasferta | In trasferta | In trasferta | Totale | Totale | Totale | Totale | Totale | Totale | DR  |
| Competizione | Punti | G       | V       | N       | P       | Gf      | Gs      | G            | V            | N            | P            | Gf           | Gs           | G      | V      | N      | P      | Gf     | Gs     | DR  |
| ------------ | ----- | ------- | ------- | ------- | ------- | ------- | ------- | ------------ | ------------ | ------------ | ------------ | ------------ | ------------ | ------ | ------ | ------ | ------ | ------ | ------ | --- |
| Serie A      | 36    | 15      | 10      | 4       | 1       | 27      | 13      | 15           | 2            | 8            | 5            | 9            | 12           | 30     | 12     | 12     | 6      | 36     | 25     | +11 |
| Coppa Italia |       | 4       | 2       | 2       | 0       | 3       | 1       | 3            | 2            | 1            | 0            | 5            | 1            | 7      | 4      | 3      | 0      | 8      | 2      | +6  |
| Totale       |       | 19      | 12      | 6       | 1       | 30      | 14      | 18           | 4            | 9            | 5            | 14           | 13           | 37     | 16     | 15     | 6      | 44     | 27     | +17 |

### Statistiche dei giocatori
| Giocatore         | Serie A  | Serie A | Serie A     | Serie A    | Coppa Italia | Coppa Italia | Coppa Italia | Coppa Italia | Totale   | Totale | Totale      | Totale     |
| Giocatore         | Presenze | Reti    | Ammonizioni | Espulsioni | Presenze     | Reti         | Ammonizioni  | Espulsioni   | Presenze | Reti   | Ammonizioni | Espulsioni |
| ----------------- | -------- | ------- | ----------- | ---------- | ------------ | ------------ | ------------ | ------------ | -------- | ------ | ----------- | ---------- |
| L. Bruni          | 25       | 0       | ?           | ?          | 5            | 0            | ?            | ?            | 30       | 0      | ?           | ?          |
| L. De Agostini    | 30       | 3       | ?           | ?          | 7            | 1            | ?            | ?            | 37       | 4      | ?           | ?          |
| A. Di Gennaro     | 23       | 3       | ?           | ?          | 6            | 0            | ?            | ?            | 29       | 3      | ?           | ?          |
| P. Elkjaer Larsen | 22       | 8       | ?           | ?          | 7            | 0            | ?            | ?            | 29       | 8      | ?           | ?          |
| M. Ferroni (I)    | 29       | 0       | ?           | ?          | 6            | 0            | ?            | ?            | 35       | 0      | ?           | ?          |
| S. Fontolan       | 29       | 2       | ?           | ?          | 7            | 1            | ?            | ?            | 36       | 3      | ?           | ?          |
| R. Galia          | 29       | 5       | ?           | ?          | 6            | 0            | ?            | ?            | 35       | 5      | ?           | ?          |
| F. Gasparini      | 5        | 0       | ?           | ?          | 1            | 0            | ?            | ?            | 6        | 0      | ?           | ?          |
| G. Giuliani       | 28       | -21     | ?           | ?          | 7            | -2           | ?            | ?            | 35       | -23    | ?           | ?          |
| F. Marangon (II)  | 16       | 0       | ?           | ?          | 3            | 0            | ?            | ?            | 19       | 0      | ?           | ?          |
| M. Pacione        | 28       | 4       | ?           | ?          | 7            | 1            | ?            | ?            | 35       | 5      | ?           | ?          |
| M. Roberto        | 2        | 0       | ?           | ?          | -            | -            | -            | -            | 2        | 0      | 0+          | 0+         |
| P. Rossi          | 20       | 4       | ?           | ?          | 7            | 3            | ?            | ?            | 27       | 7      | ?           | ?          |
| L. Sacchetti      | -        | -       | -           | -          | 4            | 0            | ?            | ?            | 4        | 0      | 0+          | 0+         |
| R. Tricella       | 28       | 0       | ?           | ?          | 7            | 0            | ?            | ?            | 35       | 0      | ?           | ?          |
| W. Ugolini        | 1        | 0       | ?           | ?          | -            | -            | -            | -            | 1        | 0      | 0+          | 0+         |
| S. Vavoli         | 2        | -4      | ?           | ?          | -            | -            | -            | -            | 2        | -4     | 0+          | 0+         |
| V. Verza          | 28       | 5       | ?           | ?          | 6            | 1            | ?            | ?            | 34       | 6      | ?           | ?          |
| D. Volpati        | 29       | 0       | ?           | ?          | 6            | 1            | ?            | ?            | 35       | 1      | ?           | ?          |
| V. Zinelli        | 1        | 0       | ?           | ?          | -            | -            | -            | -            | 1        | 0      | 0+          | 0+         |